# Júpiter Crescio
Júpiter Crescio (* im 20. Jahrhundert) ist ein ehemaliger uruguayischer Fußballspieler.

## Karriere
Offensivakteur Crescio, der auf der Position des Mittelstürmers eingesetzt wurde, begann seine Karriere bei Bella Vista. 1953 spielte er an der Seite von Atilio García beim in Paysandú beheimateten Club Misiones. Er stand 1958 beim argentinischen Verein Boca Juniors unter Vertrag. Dort debütierte er im Rahmen eines 2:2 endenden Freundschaftsspiels gegen Vasco da Gama am 21. Januar 1958. Sein offizielles Debüt gab er sodann bei der Copa Suecia am 27. April 1958 bei der 0:3-Niederlage gegen die Newell’s Old Boys. Am 14. Juni 1958 kam er im Rahmen desselben Turniers letztmals für die Boca Juniors bei der 0:1-Niederlage ebenfalls gegen Newell’s zum Einsatz. Sodann gehörte er von 1959 bis 1961 dem Kader des Club Atlético Peñarol in der Primera División an. Allerdings wird sein Name in anderen Quellen nicht mehr in der Stammformation des 1961er Teams geführt. Sein Verein gewann in den Spielzeiten 1959, 1960 und 1961 jeweils die Uruguayische Meisterschaft. 1960 und 1961 siegte sein Verein zudem in der seinerzeit noch als Copa Campeones de América bezeichneten Copa Libertadores. Im Wettbewerb 1960 kam er zunächst in einer der Halbfinalpartien gegen San Lorenzo als Einwechselspieler für Oscar Leicht zum Einsatz. Im Finalhinspiel gegen den Club Olimpia stellte ihn Trainer Roberto Scarone in der Startelf auf. Teils wird – insofern im Widerspruch zu anderen Quellen, die einen Einsatz José Mario Grieccos ausweisen – seine Mitwirkung als Startelfspieler auch für das Rückspiel vermeldet. Ein Einsatz beim Turnier 1961 ist nicht verzeichnet. In den Spielen um den Weltpokal des Jahres 1960 und 1961 wurde er ebenfalls nicht berücksichtigt. 1960 unterlag sein Klub Real Madrid. 1961 gewannen die Montevideaner gegen Benfica Lissabon den Pokal.
Weitere Karrierestationen Crescios waren Liverpool Montevideo, Montevideo Wanderers und Sud América.

## Erfolge
- Weltpokal: 1961
- Copa Campeones de América: 1960, 1961
- Uruguayischer Meister: 1959, 1960, 1961